# تیم ملی هندبال زیر ۱۹ سال زنان ایران
تیم ملی هندبال زیر ۱۹ سال زنان ایران یا تیم ملی هندبال زنان نوجوان ایران نماینده هندبال زنان ایران در رده سنی نوجوانان در مسابقات جهانی و بین‌المللی می‌باشد. و توسط فدراسیون هندبال جمهوری اسلامی ایران کنترل می‌شود.

## تورنومنت‌ها

### قهرمانی آسیا
| سال   | رده       | بازی | برد | برابر | باخت |
| ----- | --------- | ---- | --- | ----- | ---- |
| ۲۰۰۵  | حاضر نبود | –    | –   | –     | –    |
| ۲۰۰۷  | حاضر نبود | –    | –   | –     | –    |
| ۲۰۰۹  | حاضر نبود | –    | –   | –     | –    |
| ۲۰۱۱  | چهارم     |      |     |       |      |
| ۲۰۱۳  | هفتم      | –    | –   | –     | –    |
| مجموع | ۲/۵       |      |     |       |      |